# Villa Venezze Giustiniani
La villa Venezze Giustiniani, citata anche come Ca' Venezze, è un complesso architettonico storico situato in località Saline, nel comune di San Martino di Venezze, in provincia di Rovigo, a qualche chilometro a sud est dal centro mediopolesano. Il complesso, recintato a mo' di cittadella, comprende l'edificio principale adibito ad abitazione, una cappella gentilizia, dedicata a san Matteo Evangelista, e una serie di fabbricati di servizio tra i quali una barchessa.
La struttura, originariamente eretta nei pressi del canale Pistrino nel corso del XVI secolo dalla famiglia Venezze, già Frassetti, della nobiltà veneziana, che qui furono amministratori del territorio per conto della Repubblica Serenissima, subì delle trasformazioni e ampliato principalmente dalla metà del XIX secolo aggiungendo magazzini, fienili e granai, perdendo progressivamente le caratteristiche peculiari della villa veneta per divenire sempre più rustico ad esclusivo uso agricolo.

## Descrizione

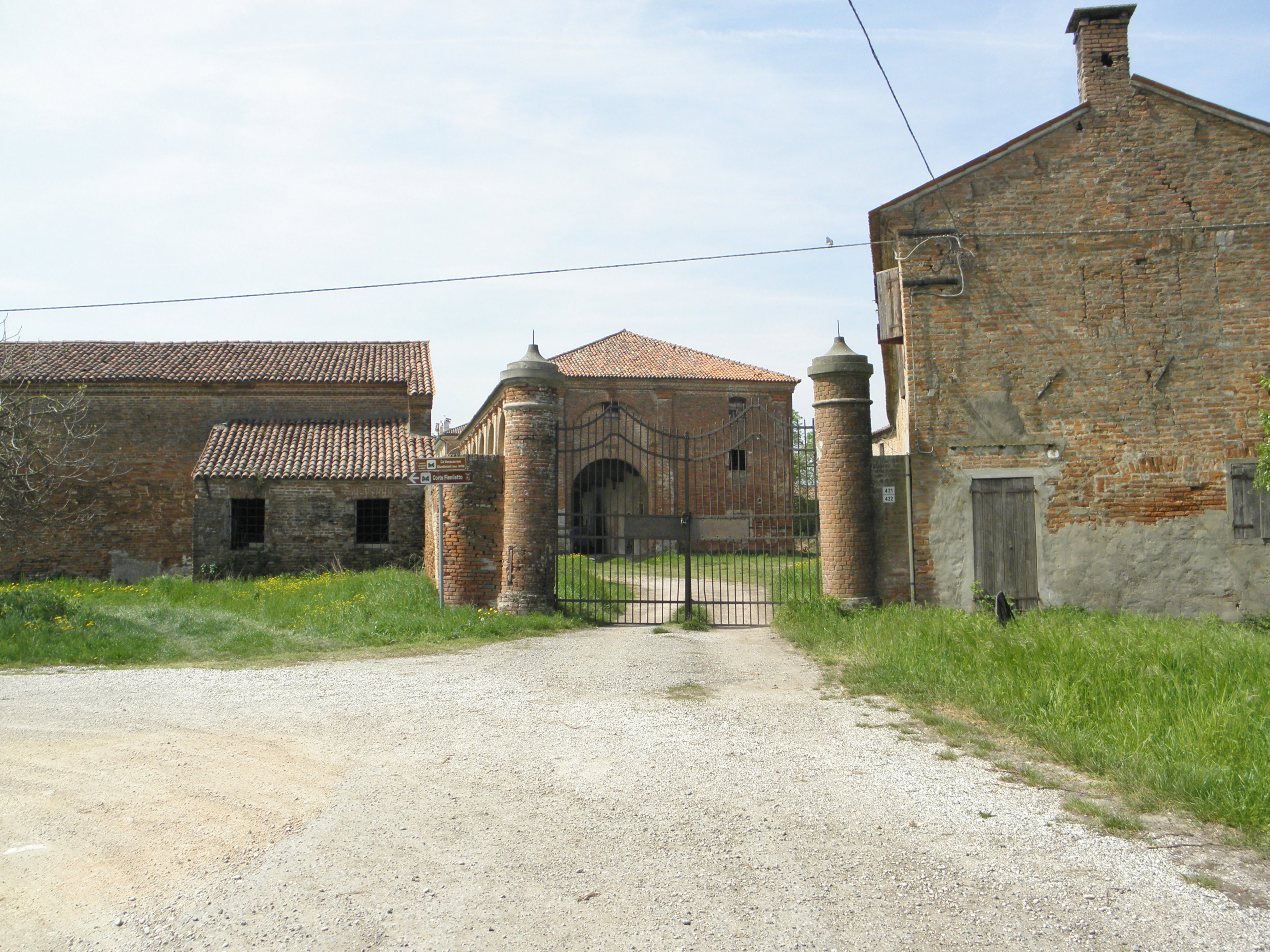
Accesso laterale al complesso.

Il corpo centrale, a pianta rettangolare, si eleva su tre piani più sottotetto, caratterizzato da una sobrietà presumibilmente dovuta alle ristrutturazioni e innalzamento della metà del XVIII secolo. Il precedente aspetto resta parzialmente comunque visibile nell'ala ad est, la quale incorpora, sul fianco, alcune modanature risalenti alla fine del Cinquecento. Dal medesimo lato prosegue, allineato con la linea di gronda, la barchessa impreziosita da lesene di ordine gigante abbinate agli estremi.
Sull'altro lato sorge la chiesetta di San Matteo Evangelista con annesso tozzo campaniletto, costruita nel 1758 e interessata da un primo sostanziale restauro nel 1884. Officiata certamente fino agli anni settanta del XX secolo, al suo interno trovano sepoltura alcuni membri della famiglia e custodiva, nell'abside, una tela settecentesca raffigurante una Madonna col Bambino e Santi. Sempre di interesse artistico era anche una Pietà lignea presente nell'annessa sagrestia.